# Diana Petrescu (handbalistă)
Mihaela Diana Petrescu (n. 27 martie 1999, în Slatina) este o handbalistă română care joacă pentru Corona Brașov pe postul de portar. În sezonul 2016–2017, Petrescu a evoluat pentru clubul CSM Unirea Slobozia, iar la sfârșitul anului competițional 2017–2018, după un sezon petrecut la CSM Roman, a semnat cu Corona Brașov.
Începând din 2005, Diana Petrescu a făcut parte din echipele de junioare și tineret ale României, iar în decembrie 2015 a fost convocată ca portar de rezervă în echipa României care a câștigat medalia de bronz la Campionatul Mondial. Totuși, Petrescu nu a jucat în nici o partidă.

## Palmares
- Campionatul Mondial:
  -  Medalie de bronz: 2015

- Cupa Cupelor:
  - Optimi: 2011, 2016

- Cupa EHF:
  - Turul 3: 2020
  - Turul 2: 2018

- Liga Națională:
  -  Medalie de bronz: 2010